# Jacques Louis Hulot
Pour les articles homonymes, voir Hulot.
Jacques Louis, baron Hulot (22 avril 1773, Charleville - 3 mai 1843, Charleville), est un militaire français.

Blason de Jacques Louis Hulot.

## Famille
La famille Hulot est une famille d'ancienne bourgeoisie originaire des Ardennes. Jules Louis Charles Hulot (neveu de Jacques Louis Hulot, objet de la présente notice) est autorisé par décret du 26 février 1874 à relever le nom de Collart de Sainte-Marthe dont elle descend en ligne maternelle.

Jean Hulot (arrière grand-père, 1670-1737) était bourgeois et marchand de Charleville. Louis Hulot (grand-père, 1707-1787) l'était également. Jean-Louis Hulot (père, 1741-1784), était directeur des villes d'Arche et de Charleville, et marguillier de la paroisse.

## Blason
Le titre de baron Hulot de Collart est héréditaire, par lettres patentes du 11 avril 1818 avec règlement d'armoiries. 2 descriptions en sont faites :

"d'or, à la fasse crénelée de gueules, sommée d'une hulotte de sable, tenant une épée d'argent dans la patte dextre; en pointe une bombe d'azur",

et

" écartelé : aux 1 er et 4° d’or, à la fasce crénelée et abaissée de gueules, sommée d'une hulotte de sable, allumée et armée de gueules tenant de la patte dextre une épée d’argent, montée d’or et accompagnée en pointe d'une bombe d’azur ; aux 2° et 3° a d'azur, à l’aigle à deux têtes d'or (bicéphale).",
Au décès de Jacques Louis Hulot, sans descendance, le titre echoit à son neveu Jules Louis Charles Hulot.

## Biographie

### Carrière

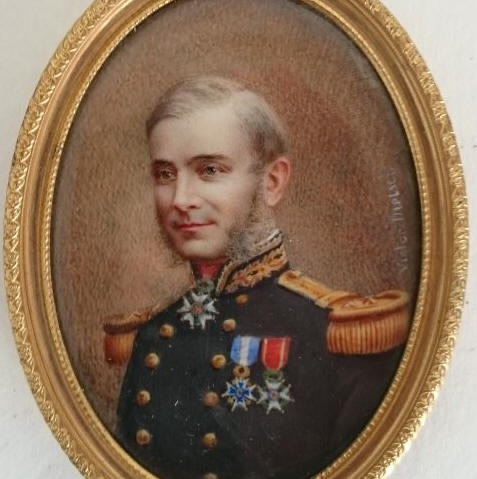
Tableau de Jacques Louis Hulot en uniforme

Après ses humanités terminées, Jacques Louis Hulot s'engage et participe à la bataille de Philippeville, puis à Valmy le 20 septembre 1792. Il termina ses études de mathématiques à Reims et intégra, en qualité d'élève sous-lieutenant, l'école d'artillerie de Châlons le 19 mars 1794.
Au mois de septembre 1794, il obtient son brevet de lieutenant au Siège de Maastricht. Il est promu capitaine en second en avril 1803, puis capitaine de première classe après la bataille d'Austerlitz. À la suite du siège de Saragosse, où il se distingue et est blessé, il est promu au grade de chef de bataillon en 1809. Il assiste au siège d'Astorga en 1810, passe lieutenant-colonel à Wesel en 1813.
Commandant de l'artillerie à Anvers, dont il gère la défense lors du blocus, il est nommé colonel du 6e régiment d'artillerie le 8 janvier 1814.
En 1816, il reçut une épée d'honneur en or des mains du duc de Berry au nom de la ville, pour sa conduite lors du siège de Lille, où il commandait l'artillerie.
Louis XVIII le créé baron le 19 mars 1817.
Il est nommé inspecteur général de l'Infanterie en 1819, colonel directeur à Valenciennes le 31 mars 1822, puis maréchal de camp le 21 avril 1824.
Hulot était commandeur de la Légion d'honneur (1er mai 1821) et chevalier de l'ordre de Saint-Louis (11 octobre 1814).

### Vie privée
Il épouse en 1830, Louise-Adèle Courtois, mais reste sans descendance. Il est le frère du colonel Jean Gaspard Hulot de Collart (1780-1854), directeur de l'artillerie à la Martinique.

## Publications
- Instruction sur le service de l'artillerie: à l'usage de MM. les élèves des écoles militaires établies à Saint-Cyr et à Saint-Germain, 1813
- Souvenirs militaires du baron Hulot (Jacques-Louis) général d'artillerie, 1773-1843, 1886
- L'artillerie dans la péninsule ibérique, 2011

### Sources
- Baron Jacques Louis Hulot, Souvenirs militaires du baron Hulot (Jacques Louis) général d'artillerie, 1773-1843, 1886
- Vicomte Henry Renault du Motey, Un héros de la Grande-Armée: Jean Gaspard Hulot de Collart, officier supérieur d'Artillerie (1780-1854): D'après ses lettres de service, ses notes, sa correspondance, celle du général J.L. baron Hulot, son frère, les Archives du Ministère de la Guerre, du Dépôt central de l'Artillerie, etc., avec carte, portraits et fac-similé, 1911
- Pierre Larousse, Nouveau Larousse illustré: dictionnaire universel encyclopédique, Volume 5, 1898
- André Lorant, Les Parents pauvres d'Honoré de Balzac: La cousine Bette, Volume 1, 1967
- Jean-Baptiste-Joseph Boulliot, Biographie ardennaise ou Histoire des ardennais qui se sont fait remarquer par leurs écrits, leurs actions, leur vertus ou leurs erreurs, 1830
- Letillois de Mézières, Biographie générale des Champenois célèbres, morts et vivants…, 1836
- Les Études balzaciennes, 1951
- Révérend, Albert, Les familles titrées et anoblies au XIXe siècle : titres, anoblissements et pairies de la Restauration - Tome 4 1904